# Alton (New Hampshire)
Alton je město v okrese Belknap County ve státě New Hampshire ve Spojených státech amerických. V roce 2020 zde žilo 5 894 obyvatel a s celkovou rozlohou 212,9 km² byla hustota zalidnění 27,7 obyvatel na km².

## Demografie

### Sčítání 2020
Podle sčítání v roce 2020 zde žilo 5 894 obyvatel.

#### Rasové složení
- 94,5 % bílí Američané
- 0,2 % Afroameričané
- 0,2 % Indiáni
- 0,7 % asijští Američané
- 0,6 % jiná rasa
- 3,8 % dvě nebo více ras

Obyvatelé hispánského nebo latinskoamerického původu, bez ohledu na rasu, tvořili 1,1 % populace.

### Sčítání 2010
Podle sčítání lidu Spojených států amerických v roce 2010 zde žilo 5 250 obyvatel.

#### Rasové složení
- 98,76 % bílí Američané
- 0,07 % Afroameričané
- 0,33 % Indiáni
- 0,29 % asijští Američané
- 0,04 % pacifičtí ostrované
- 0,07 % jiná rasa
- 0,44 % dvě nebo více ras

Obyvatelé hispánského nebo latinskoamerického původu, bez ohledu na rasu, tvořili 0,53 % populace.

## Galerie

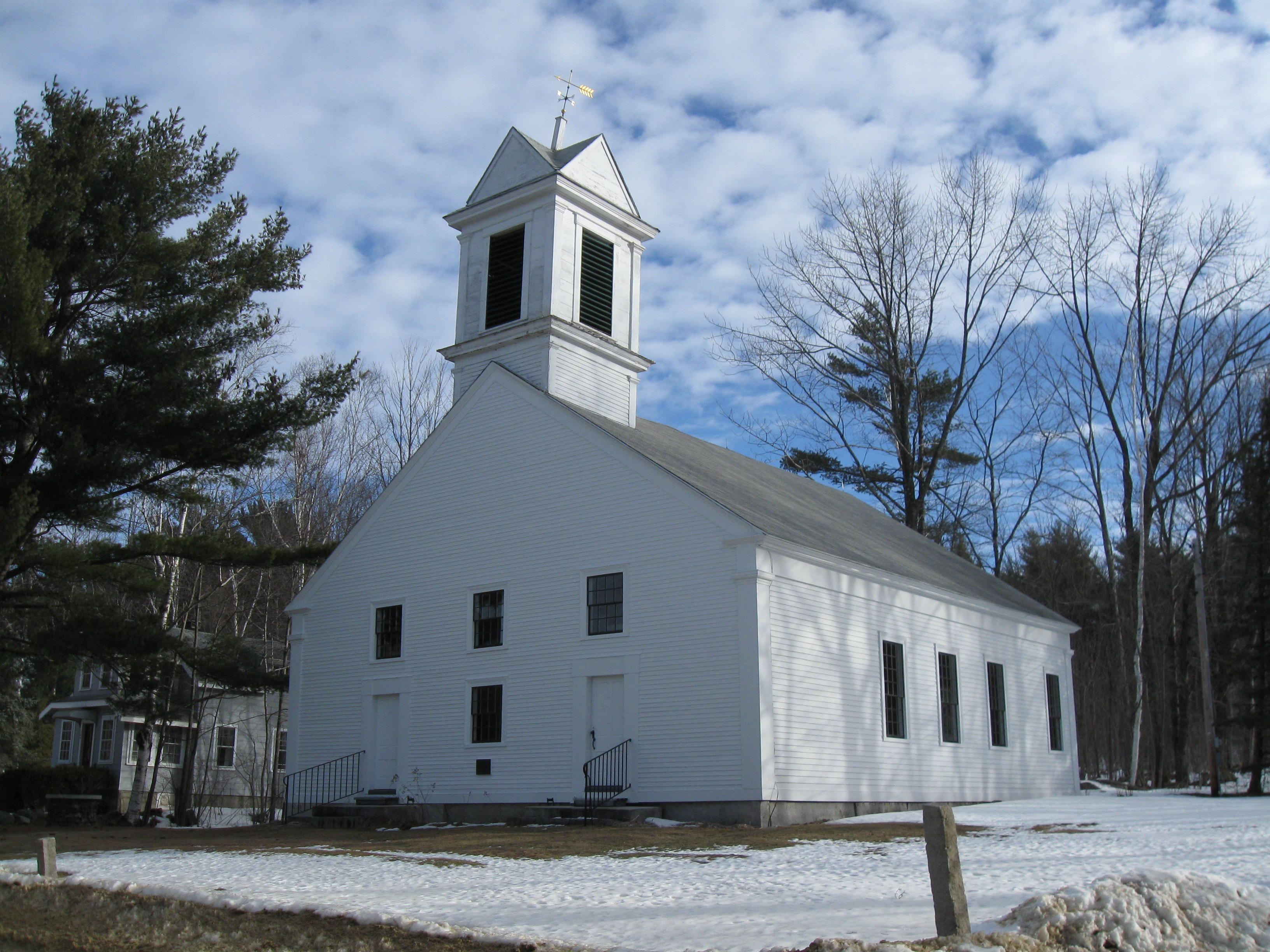
Baptistický sbor v Alton
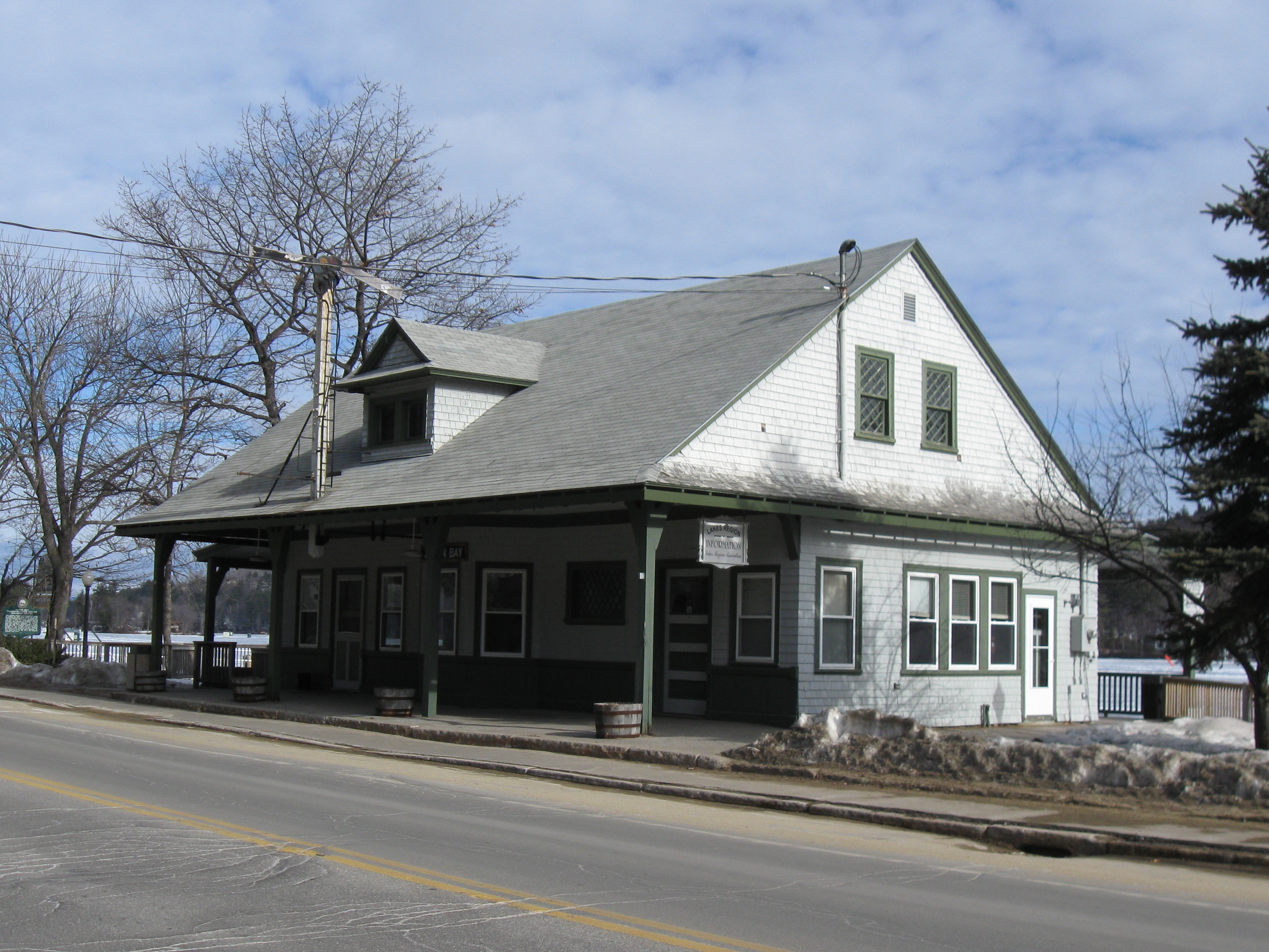
Nádraží v Alton
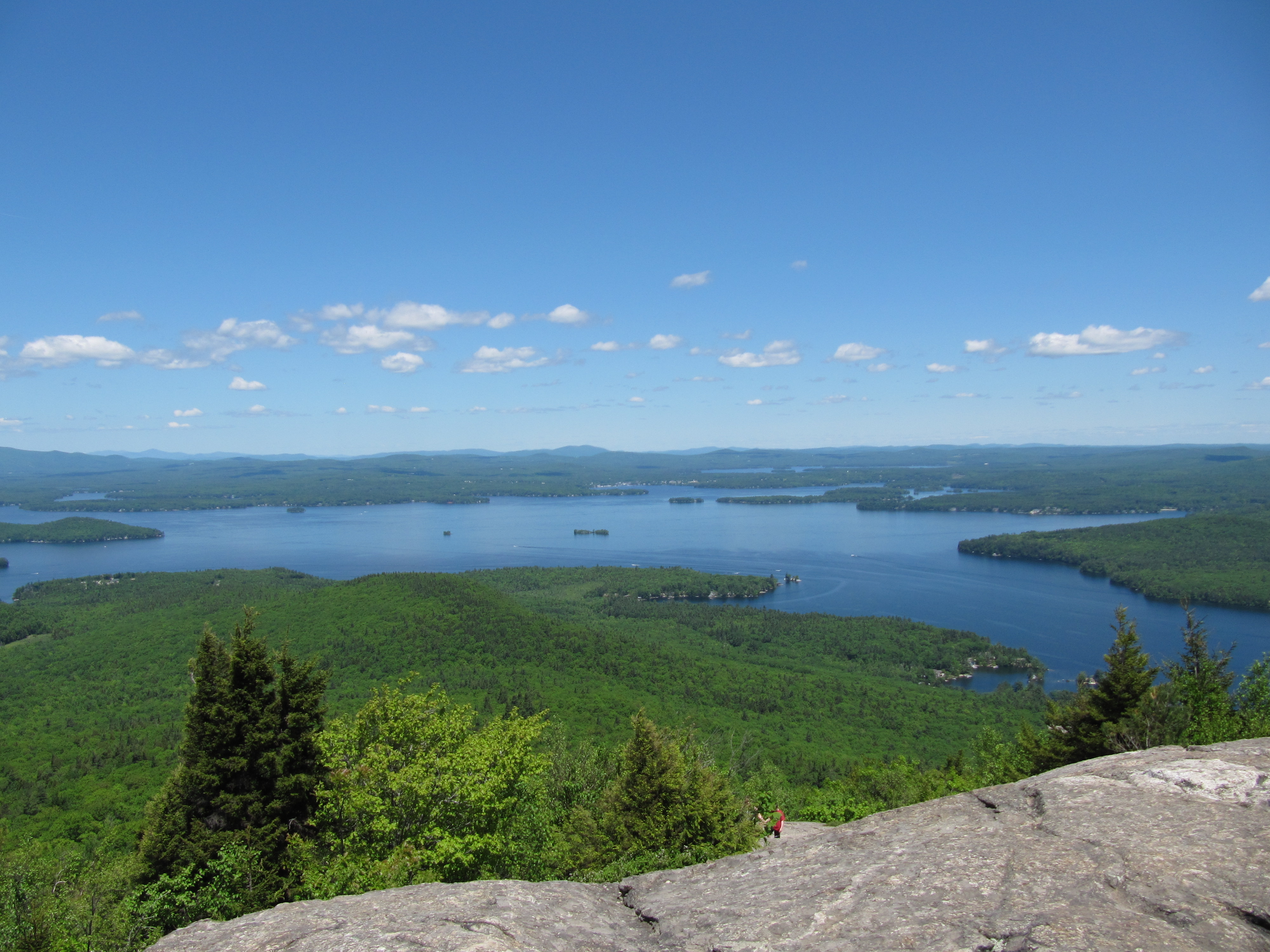
Mount Major Trail v Alton

### Historické fotografie

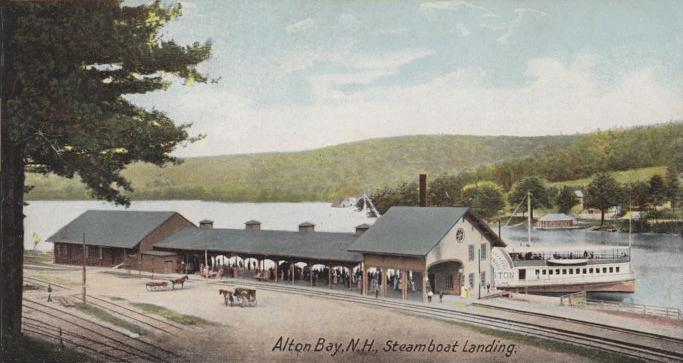
Přístav v Alton v roce 1905
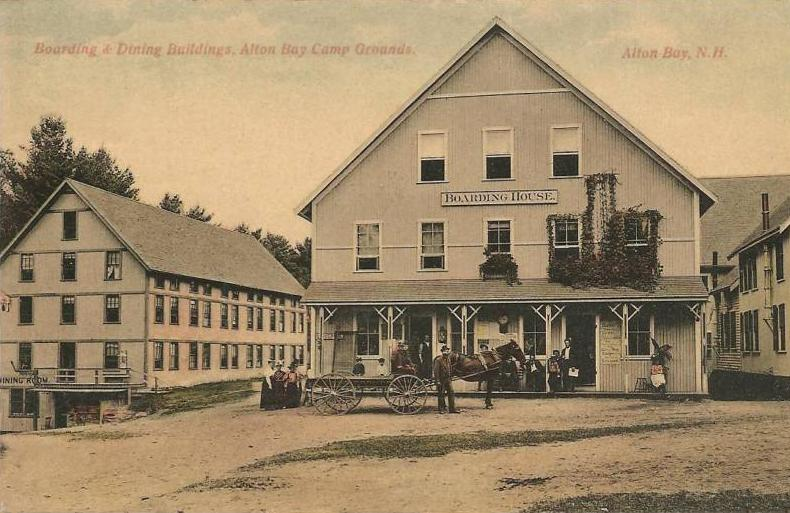
Penzion z roku 1907
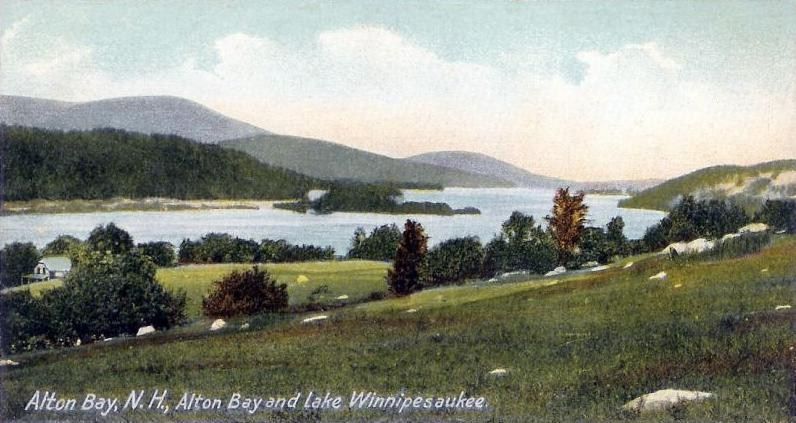
Jezero Winnipesaukee v roce 1905